# 貝倫格-雷蒙 (普羅旺斯)
貝倫格-雷蒙（法語：Bérenger-Raimond de Provence，1114/15年－1144年5月），普羅旺斯伯爵，1131年至1144年在位。
貝倫格-雷蒙的妻子是莫吉奧的貝亞特麗絲，兩人有一個兒子雷蒙-貝倫格二世。